# Saint-Marcel (Morbihan)
Saint-Marcel è un comune francese di 1 069 abitanti situato nel dipartimento del Morbihan nella regione della Bretagna.

## Società

### Evoluzione demografica
Abitanti censiti